# Роджер Маєрсон
Роджер Брюс Маєрсон (англ. Roger Bruce Myerson * 29 березня 1951 Бостон) — американський економіст і фахівець з теорії ігор, лауреат Нобелівської премії з економіки 2007 «за створення основ теорії оптимальних механізмів».
Він був визнаний за його внесок в теорію дизайну механізмів, ініційований спільно переможець Леонід Гурвіц з Університету Міннесоти, і які Маєрсон подальший розвиток з іншими, включаючи спільне переможцем Ерік Маскін з Інституту перспективних досліджень, іншому одержувачу у 2007 році Нобелівської премії з економіки. Гурвіц був дослідник Коулс Комісії з 1950 по 1955 рік, коли він знаходився в Університеті Чикаго.
Теорія дозволяє для людей, щоб розрізняти ситуації, в яких працюють ринки і від тих, в яких вони не роблять. Вона допомогла економістам визначити ефективні механізми торгівлі, регулювання схем і процедур голосування. Сьогодні, теорії механізму дизайн відіграє центральну роль у багатьох галузях економіки та частини політичної науки.
"Теорія механізмів дизайну прагне зрозуміти, яким чином ресурси можуть бути виділені в соціально ефективних способів, навіть якщо інформація, необхідна для виконання цього завдання є поширення серед багатьох людей", сказав Філ Рені кафедри економіки.
"Ефективний механізм забезпечує осіб з стимулів розкрити свою інформацію так, щоб правдиво бажаного розподілу можуть бути реалізовані. Роджер Маєрсон зробив новаторською внесок у теорію механізмів проектування, коли він виявив, фундаментальна зв'язок між розподілом здійснюватися і грошові перекази, необхідні для спонукати повідомив агентів розкрити свою інформацію правдиво.
"Основний теореми Маєрсон, тепер називається доходів теореми еквівалентності, форми важливою частиною великої літератури про механізм розробки і використовується особливо сильно в дизайн аукціонах. В наш час[коли?] неможливо працювати в області дизайну механізм без глибокого розуміння результаті Маєрсон's ", додав він.
Маєрсон є Глен А. Ллойд заслужений професор у галузі економіки і коледж, і Маєрсон зробив плідний внесок в області економіки та політичної науки. У теорії ігор він вніс уточнення рівноваги концепції Неша, який називається "належну рівновагу." Він застосовується теоретико-ігрові інструменти для політичної науки вивчити і порівняти виборчі системи, і він також розробив основні ідеї механізм дизайну, такі як одкровення принцип і "доходів теореми еквівалентності".
Маєрсон також розробив програмне забезпечення для аудиту формул і для моделювання та аналізу рішень для роботи з ПЗ Microsoft таблицю.
Він є автором теорії ігор: аналіз конфлікту (1991) та імовірнісних моделей для рішення Економічної (2005). Маєрсон також опублікував численні статті в Econometrica, математика дослідження операцій та міжнародного журналу "Теорія ігор, для яких він був членом редакційної дошці протягом 10 років.
За свою 25-річного перебування в Північно-західному університеті, служив Маєрсон двічі як запрошений професор з економіки в Чикаго. Він вступив на факультет Чикаго в 2001 році.
Він отримав A.B., диплом з відзнакою, і магістр природничих наук в галузі прикладної математики в 1973 році в Гарвардському університеті та ступінь доктора філософії, а також в галузі прикладної математики, в Гарвардському університеті в 1976 році.

## Ініціатива політичної децентралізації в Україні
24 лютого 2014 року Роджер Маєрсон написав у своєму блозі статтю: «До питання про децентралізацію в Україні» про важливість політичної децентралізації в Україні. Його ідеї були підхоплені колегою, доцентом Університету Піттсбурга, Тимофієм Миловановим. Статтю Роджера Майерсона і Тимофія Милованова, що закликає до дискусії про децентралізацію, підписали понад 100 економістів, політологів, юристів в Україні, Росії, США і Канаді та Європі.
Роджер Маєрсон активно підтримує VoxUkraine — портал, створений для обговорення подій в Україні на основі проведених досліджень, аналіз політики та коментарі провідних науковців, політиків і бізнесменів.